# Obulensis
Els obulensis (en llatí Obulensii i en grec antic Ὄβουλήνσιοι) eren un poble que vivia a la Mèsia Inferior, a la part sud de la desembocadura del riu Danubi, segons diu Claudi Ptolemeu.